# 大森郁之助
大森 郁之助（おおもり いくのすけ、1932年6月6日 -2007年12月12日）は、日本の近代文学研究者。札幌大学名誉教授。主に川端康成、堀辰雄、太宰治などの昭和文学を研究した。
1951年、埼玉県立秩父高等学校卒業後、1955年、國學院大學文学部文学科卒業。明治書院、國學院高等学校教諭を経て、1967年、札幌大学専任講師。1968年、同女子短期大学部専任講師、1972年助教授、1974年教授。1997年、札幌大学文化学部に転属。2003年、定年退職、名誉教授。

## 著書
- 『太宰・堀・石坂 演習』審美社、1969年
- 『堀辰雄の世界』桜楓社、1972年
- 『立原道造論』桜楓社、1976年
- 『堀辰雄・菜穂子の涯』風信社、1979年12月
- 『論考・堀辰雄』有朋堂、1980年1月
- 『太宰治への視点』桜楓社、1980年6月
- 『立原道造の虚像と実像』桜楓社、1985年5月
- 『乙女の港の花物語をあきらめて <少女と少女の物語>論』大学教育社、1992年4月
- 『考証少女伝説 小説の中の愛し合う乙女たち』有朋堂、1994年6月